# Humberto Yáñez Velasco
Humberto Yáñez Velasco (Talca, 5 de marzo de 1897-Santiago, 24 de marzo de 1952) fue un abogado y político liberal chileno. Hijo de Manuel Yáñez y de Carmen Luisa Velasco. Casado con Mona Serrano.

## Actividades profesionales
Estudió en el Internado Nacional Barros Arana y en la Facultad de Derecho de la Universidad de Chile, donde juró como abogado el 14 de septiembre de 1918 con su tesis “Responsabilidad de los funcionarios públicos”.
Fue Director de Impuestos Internos (1918-1927), secretario de la Auditoría de Guerra y miembro de la Comisión Comercial Chilena en Lima (1933). Fue secretario personal del Ministro de Hacienda, Julio Philippi Izquierdo.

## Actividades políticas
Miembro del Partido Liberal desde 1912, ocupando varios cargos directivos de la colectividad.
Electo Diputado por la 9ª agrupación departamental de Rancagua, Cachapoal, Caupolicán y San Vicente (1941-1945). Integró la comisión permanente de Policía Interior y Reglamento. Reelecto Diputado (1945-1949), fue miembro de la comisión de Defensa nacional. Nuevamente reelecto (1949-1953), esta vez formó parte de la comisión de Agricultura y Colonización.
Falleció en el ejercicio de su cargo, pero la vacante no fue cubierta por faltar menos de un años para la siguiente elección parlamentaria.

## Membresías
Fue Socio del Club de la Unión y del Club de Septiembre.